# Sheikh Mufid
Sheikh Mufid (arabiska: الشيخ المفيد), född 949 (år 336-338 AH) i Ukbara nära Bagdad, död 1022 i Bagdad, vars riktiga namn var Abu Abdulla Muhammad ibn Muhammad ibn Nu’man al-Harithi al-Baghdadi al ‘Ukbari, var en framstående shiitisk imamitisk teolog och faqih. Ibn Shahrashub har sagt att titeln "al-Mufid" gavs till sheikhen av den tolfte imamen. Hans grav ligger nu i al-Kazimiyyah-moskén i Bagdad.